# Distretto di Kagawa
Kagawa (香川郡, Kagawa-gun?) è un distretto della prefettura di Kagawa, in Giappone.
Attualmente l'unico comune del distretto è Naoshima.
| Controllo di autorità | VIAF (EN) 148198975 · LCCN (EN) nr95012355 · J9U (EN, HE) 987007540456805171 · NDL (EN, JA) 00634189 |